# キリストの哀悼 (ファン・デル・ウェイデンの絵画)
『キリストの哀悼』（キリストのあいとう（蘭: Bewening van Christus、伊: Compianto e sepoltura di Cristo））は、初期フランドル派の画家ロヒール・ファン・デル・ウェイデンが描いた絵画。1460年から1463年ごろに描かれた板絵で、現在はフィレンツェのウフィツィ美術館が所蔵している。

## 来歴
『キリストの哀悼』は、ロレンツォ・デ・メディチが1492年に死去したときに作成された財産目録に「5人の人物とキリストが埋葬される場面が描かれた祭壇画」と記録され、1482年初頭からカレッジのメディチ邸 (en:Villa Medici at Careggi) に飾られていた作品ではないかと考えられている。この作品はメディチ家がファン・デル・ウェイデンに制作を依頼した数点の絵画のなかの一点である。この作品と同時にメディチ家がファン・デル・ウェイデンに依頼した作品として、現在フランクフルトのシュテーデル美術館が所蔵する『メディチの聖母』があり、どちらもファン・デル・ウェイデンが1450年にイタリアを訪れたときに、メディチ家から注文を受けたものである。『キリストの哀悼』の来歴に関するほかの説として、フェラーラ侯爵リオネッロ・デステ (en:Leonello d'Este, Marquis of Ferrara) の依頼による三連祭壇画を構成していたパネルであるという説、ジョルジョ・ヴァザーリが『画家・彫刻家・建築家列伝』で、ハンス・メムリンクの作品として誤って紹介した作品であるという説がある。

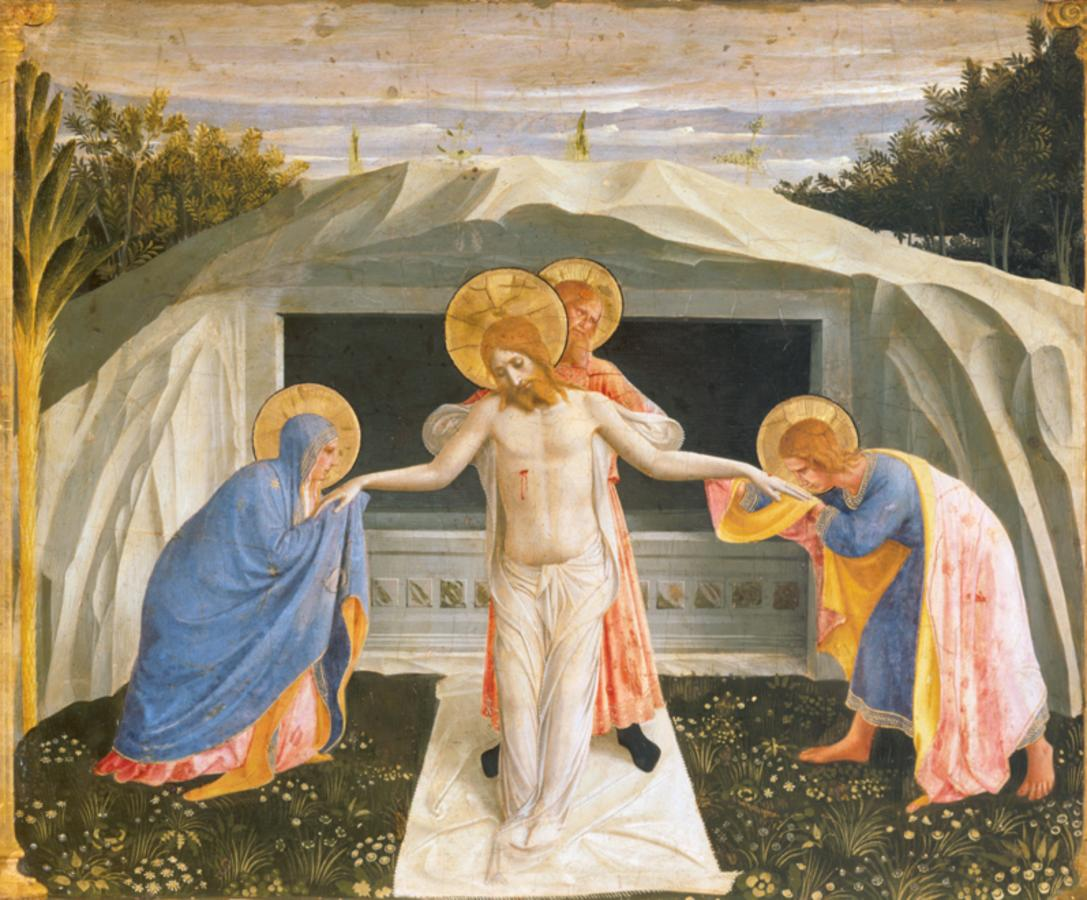
『キリストの埋葬』（1438年 - 1443年）、フラ・アンジェリコ
アルテ・ピナコテーク（ミュンヘン）

『キリストの哀悼』は、フラ・アンジェリコが、1438年から1443年の作品『サン・マルコの祭壇画』(en:San Marco Altarpiece) の基部に描いた、現在ミュンヘンのアルテ・ピナコテークが所蔵する『キリストの埋葬』とほぼ同じ構成を採用している。これはファン・デル・ウェイデンが1449年から1450年にイタリアを巡礼した際にフィレンツェにも足を運んだことの証拠であり、15世紀のイタリア人人文学者、歴史家バルトロメオ・ ファツィオ (en:Bartolomeo Facio) の著書『偉人伝』（1456年ごろ）からもこのことが確認できる。
その後『キリストの哀悼』はコジモ・デ・メディチの庶子で、枢機卿のカルロ・デ・メディチ (en:Carlo de' Medici) が所有していたが、メディチ家の創設によるウフィツィ美術館に1666年に移された。当時のイタリア人美術史家、伝記作家フィリッポ・バルディヌッチ (Filippo Baldinucci) は、この作品をアルブレヒト・デューラーの作品であるとしていた。1989年の時点では、この作品をハンス・メムリンクの作品と考える美術史家もいたが、1992年に行われた調査で下層に下絵が発見され、間違いなくファン・デル・ウェイデンの作品であると同定された。

## 外観
『キリストの哀悼』は長方形の板絵で、嘆く聖母マリアと洗礼者ヨハネに両腕を持たれたキリストが埋葬される場面が描かれている。キリストの遺骸は豪奢な衣服を身に着けたアリマタヤのヨセフとニコデモに後ろから支えられている。ヨセフはコジモ・デ・メディチの、ニコデモはファン・デル・ウェイデン自身の肖像画であるとする美術史家もいる。キリストの足元に香油壷とともにひざまずいているのはマグダラのマリアである。
前述の通り、この画面構成はフラ・アンジェリコの『キリストの埋葬』によく似ている。しかしながら『キリストの哀悼』のほうがより複雑で人物も多く配され、図案化された幾何学的な表現が少ない写実的描写であり、人物の表情も苦悩に満ちた感情表現が豊かに描かれている。初期フランドル派が発展させ、ファン・デル・ウェイデンも十分にその技術を身につけていた油彩技法も、この作品に更なる深みと鮮やかな色彩をもたらしている。細部まで詳細に描きこまれた表現は、初期フランドル派に共通の特徴だった。